# Grant Bowler
Grant Bowler (Auckland, Nueva Zelanda; 18 de julio de 1968) es un actor conocido por hacer papeles en las televisiones neozelandesa y australiana, siendo este último su país de residencia. 

## Biografía
Con cinco años se mudó a Australia, primero a Perth y luego a Brisbane. 
El 21 de enero de 2001 se casó con la actriz Roxane Wilson, en el 2003 tuvieron su primera hija, Edie Bowler y más tarde en el 2005 a su segundo hijo, Zeke Bowler. La pareja se divorció en el 2011.
Grant se graduó de la prestigiosa escuela australiana National Institute of Dramatic Art NIDA con un grado en actuación en 1991.

## Carrera
Su primer papel fue como Wayne Patterson en Blue Heelers, desde 1994 hasta 1996. Tras dejar el show, actuó en Pacific Drive en 1996 y en Medivac desde 1996 hasta 1998. Ha tenido papeles recurrentes en Always Greener, Stingers y On the Beach. También estuvo en la serie de la ABC Something in the Air y en 2004, actuó en la miniserie Through My Eyes. También ha tenido un papel recurrente en All Saints desde 2004 hasta 2005. Es bastante conocido por haber actuado es la versión australiana de The Mole desde 2000 hasta 2003. También ha servido como narrador en el reality show Border Security: Australia's Front Line y en la serie neozelandesa Outrageous Fortune. En 2008, apareció en la serie Lost interpretando al Capitán Gault y en la serie Canal Road. De 2013 a 2015 protagonizó la serie Defiance. una historia apocalíptica ambientada en la ciudad de San Luis  producida por el canal SyFy.

## Filmografía

### Televisión
- Blue Heelers --- Wayne Patterson (1994-1996)
- Pacific Drive --- Garth Stephens (1996)
- Medivac --- Dr. Arch Craven (1996-1998)
- Wildside --- Peter Simms (1998)
- Stingers --- Sean Peck (1999-2001)
- All Saints --- Darren Rigg (1999)
- The Lost World --- Montague Fitzsimmonds (2000)
- The Mole --- Host (2000-2003)
- Something in the Air --- Mark Waters (2001-2002)
- White Collar Blue --- Steve Petrovic (2002)
- Always Greener --- Greg Steele (2002)
- Mcleod's Daughters --- Jarred Wuchowski (2004)
- All Saints --- Nigel "Mac" MacPherson (2004-2005)
- Outrageous Fortune --- Wolfgang West (2005-presente)
- Border Security: Australia's Front Line --- Host (2006-2008)
- Lost --- Capitán Gault (2008)
- Canal Road --- Detective Ray Driscoll (2008)
- Ugly Betty --- Connor Owens (2009)
- True Blood --- Cooter (2010)
- Defiance --- Joshua Nolan (2013)

### Películas, Especiales y Documentales
- Halifax f.p: Someone You Know (1997) --- Bob Palance
- Change of Heart (1999) --- Jason
- Close Contact (1999) --- Mike Heyns
- On the Beach (2000) --- Teniente Peter Holmes
- Finding Hope (2001) --- Jack
- Ned (2003) -- Town Priest
- Calling Gerry Molloy (2003) --- Ron
- One of the Oldest Con Games (2004) --- Sam
- Through My Eyes: The Lindy Chamberlain Story (2004) --- Black Rat
- The Fall of Night (2007) --- Harry
- Atlas Shrugged: Part I (2011) ---  Hank Rearden